# 糖化血红蛋白
糖化血红蛋白（又称糖化血红素, 缩写作hemoglobin A1c, HbA1c, A1C, Hb1c; 有时缩写为 HbA1c）是血液红细胞中的血红蛋白与葡萄糖结合的产物，通常作为一段时间内平均血浆葡萄糖浓度的参考标准，一般来说血红蛋白被糖基化的比例与一段时间内血浆葡萄糖浓度的水平呈正比。
糖化血红蛋白的测量主要是为了确定三个月的平均血糖水平，用作糖尿病的诊断测试，也可以用作糖尿病患者血糖控制的评估测试。 该测试仅限于三个月的平均值，因为红细胞的平均寿命为四个月。 由于个体红细胞具有不同的寿命，因此该测试用作三个月的有限量度。

## 历史、原理和作用
1958年，Huisman與Meyering用柱色譜首次將糖化血紅蛋白从血红蛋白中分离出来。1968年，Bookchin與Gallop證實糖化血紅蛋白的主要成份HbA1c是血紅蛋白β亞基的N端與一個己糖相連構成的糖蛋白。1969年，Rahbar發現糖尿病患者中糖化血紅蛋白的含量有增高的現象。1975年，Bunn等闡明了糖化血紅蛋白的生物合成路線。1976年，Cerami和Koenig等提出用糖化血紅蛋白HbA1c作為對糖尿病患者葡糖控制效果的衡量標準的可能性。
所謂“糖化血紅蛋白”並不是單一的物質。血紅蛋白有四個亞基，成人內絕大多數為α2β2，這兩種亞基都可被糖基化。糖基化可發生在亞基N端的纈氨酸，也可發生在鏈內的賴氨酸上。各種糖化血紅蛋白中，最重要的一種是Hb A1c，即α2(β-纈-1-脫氧果糖)2。對HbA1c的產生過程的研究已經比較充分。HbA1c的生物合成中，首先是血紅蛋白β亞基N端的纈氨酸的氨基與葡萄糖的自由醛基可逆縮合為醛亞胺（席夫碱），而後醛亞胺發生Amadori重排反應，得到較為穩定的酮胺產物，即HbA1c。這一糖基化過程不依靠酶的催化。在红血球120天左右的生命周期内，葡萄糖可不斷將血紅蛋白轉化為糖化血紅蛋白。糖基化不是可逆的，血紅蛋白一旦糖基化便會在紅血球細胞內積累，直到紅細胞完成生命週期被代謝掉。因此，糖化血紅蛋白可反映在红血球生命周期（即3周到3個月）内血浆葡萄糖的平均浓度，一般認為是3-4周內的血漿葡糖水平。在血糖控制较差的糖尿病患者中，糖化血红蛋白的数量会大大超过健康人。长期监测糖化血红蛋白有助于提升1型糖尿病的治疗效果。
對於糖化血紅蛋白的應用一直存在著顧慮。主要原因是各種分析糖化血紅蛋白含量的過程均存在著方法學上的缺陷，較為簡便的分析方法涉及到較高的不精確性，各種方法的結果亦無法透過標準公式相互聯繫起來，因此每個實驗室要分別建立基於測試結果的對糖尿病的判別標準。此外糖化血紅蛋白與血漿葡糖之間的聯繫也有爭議，因為從葡糖生成糖化血紅蛋白的過程不是簡單迅速的基元反應。以前曾經認為糖化血紅蛋白是完全不受近期內葡糖水平浮動的影響的，但研究已經證明，生成糖化血紅蛋白過程中的醛亞胺的含量，與短期內血漿葡糖水平存在著較密切的關聯。現有方法中除了比色法以外，均是以醛亞胺與最終的酮胺產物的共同含量作為糖化血紅蛋白的量度，所以要真正建立與短期內血漿葡糖水平無明顯關聯的方法，還需要降低這些測試中對醛亞胺的靈敏度。
2010年美国糖尿病协会(ADA)的标准中，已經将糖化血红蛋白 ≥ 6.5%作为诊断糖尿病的标准之一，但这一标准还未被广泛接受。

## 检测和单位转换

### 检测方法
- 实验室方法：
  - 高效液相层析法(HPLC)
  - 免疫分析法
- 医院方法[11]：
  - 免疫分析法
  - 硼酸官能基薄膜法(BAC)

### IFCC与DCCT的检测结果单位转换
美国糖尿病协会(ADA)，欧洲糖尿病协会(EASD)以及国际糖尿病联合会(IDF)现已达成共识，未来糖化血红蛋白的单位将采用国际临床化学联合会(International
Federation of Clinical Chemistry, IFCC)标准。单位的转换可使用以下公式：
IFCC-HbA1c (毫摩尔/摩尔) = [DCCT-HbA1c (%) - 2.15] × 10.929
| DCCT- HbA1c | IFCC-HbA1c    |
| ----------- | ------------- |
| (%)         | (毫摩尔/摩尔) |
| 4.0         | 20            |
| 5.0         | 31            |
| 6.0         | 42            |
| 6.5         | 48            |
| 7.0         | 53            |
| 7.5         | 59            |
| 8.0         | 64            |
| 9.0         | 75            |
| 10.0        | 86            |

## 检测结果的解释
实验室的检测结果可能因分析手段、样品保存时间和个体差异而不同。两个平均血糖相同的人，糖化血红蛋白可能会有多至3%的差异。结果也可能因多种因素而不可靠，如：手术后失血，输血，贫血，高红细胞更新率，慢性肾功能衰竭，肝脏疾病，高剂量维生素C摄入，红细胞生成素治疗等等。大致来说，健康人糖化血红蛋白的参考范围大约是4%–5.9%。糖化血红蛋白水平与估计的平均血糖水平的对应关系可由以下的近似公式得出：
估计的平均血糖（毫克/分升） = 28.7 × 糖化血红蛋白 − 46.7
估计的平均血糖（毫摩尔/升） = 1.59 × 糖化血红蛋白 − 2.59
(表格中的数据置信区间为95%)：
| 糖化血红蛋白 | 估计的平均血糖   | 估计的平均血糖 |
| (%)          | (毫摩尔/升)      | (毫克/分升)    |
| ------------ | ---------------- | -------------- |
| 5            | 5.4 (4.2–6.7)    | 97 (76–120)    |
| 6            | 7.0 (5.5–8.5)    | 126 (100–152)  |
| 7            | 8.6 (6.8–10.3)   | 154 (123–185)  |
| 8            | 10.2 (8.1–12.1)  | 183 (147–217)  |
| 9            | 11.8 (9.4–13.9)  | 212 (170–249)  |
| 10           | 13.4 (10.7–15.7) | 240 (193–282)  |
| 11           | 14.9 (12.0–17.5) | 269 (217–314)  |
| 12           | 16.5 (13.3–19.3) | 298 (240–347)  |

尽管高糖化血红蛋白水平代表着血糖控制不佳，但即便是“好的”糖化血红蛋白水平仍可能为短时间内的低血糖导致。因此，常规的血糖监测仍然是最佳的血糖控制分析方法。
由于糖尿病患者糖化血红蛋白的水平与平均血糖的控制相关，国际糖尿病病联合会(IDF)建议大多数糖尿病患者将糖化血红蛋白控制在6.5%以下，而美国糖尿病协会(ADA)的推荐标准则是7.0%以下。最近一些研究结果认为7%以下的控制目标过于严格，可能导致比较严重的低血糖发生。因此医疗人员在制定糖化血红蛋白控制目标时，必须考虑患者个人的健康状况、低血糖风险、特殊健康风险等具体情况。例如，对于青少年和儿童1型糖尿病患者，糖化血红蛋白的控制目标和成人有所不同，因为这部分人群血糖多变不易控制，而且在发育中的大脑比成年人的大脑更容易受到低血糖的损害，所以血糖控制不宜过分严格，美国糖尿病协会(ADA)给出的建议可参考下表：
| 年龄     | 糖化血红蛋白(HbA1c)控制目标 |
| -------- | --------------------------- |
| <6岁     | 7.5%-8.5%                   |
| 6～12岁  | <8.0%                       |
| 13～19岁 | <7.5%                       |